# Tomás Jofresa
Tomàs Jofresa Prats, né le 25 janvier 1970 à Barcelone, en Espagne, est un joueur espagnol de basket-ball, évoluant au poste de meneur. Il est le frère du basketteur Rafael Jofresa.

## Biographie

### Palmarès
- Vainqueur de la ligue des champions 1994 (Joventut Badalona)
- Champion d'Espagne 1991, 1992 (Joventut Badalona)
- Vainqueur de la Coupe Korać 1990 (Joventut Badalona)
- Vainqueur de la Coupe Saporta 1999 (Benetton Trévise)